# Championnat du Koweït de football 2025-2026
Navigation
Kuwaiti Premier League 2024-2025 Kuwaiti Premier League 2026-2027
La saison 2025-2026 de Kuwaiti Premier League est la 64e édition du Championnat du Koweït de football. 
Le Koweït SC est le tenant du titre après avoir remporté pour la 20e fois la compétition alors que le Al-Shabab SC et le Al Jahra SC, rejoignent ce niveau de la compétition.
Le 7 août 2025, les dirigeant du Al Jahra SC annoncent retirer le club de toutes les compétitions à la suite de dificultés financières.

## Réglement
La Kuwaiti Premier League 2025-2026 est composé de dix clubs qui s'affrontent tous lors de confrontations aller et retour dans un premier temps. Les six premiers s'affrontent à nouveau à deux reprise entre eux ainsi que les quatre derniers. Le champion est l'équipe qui obtient le plus grand nombre de points après les 23 journées de championnat. À la fin de la compétition, le champion se qualifie pour la Ligue des champions 2 2026-2027, son dauphin pour la Challenge League 2026-2027, le troisième pour la Coupe du Golfe des clubs champions 2026-2027 et les deux derniers sont relégué en Kuwaiti Division One l'année suivante. 
Le classement est calculé avec le barème de points suivant : une victoire vaut trois points, le match nul un. La défaite ne rapporte aucun point.

## Participants
L'édition 2025-2026 est la 5e édition à dix équipes, les deux promus de Kuwaiti Division One sont le Al-Shabab SC et le Al Jahra SC. Ces deux clubs remplacent les deux clubs relégués la saison précédente, le Al Yarmouk SC et le Khaitan SC.
| Club            | Ville         | Classement 2024-2025 | Stade                            | Capacité |
| --------------- | ------------- | -------------------- | -------------------------------- | -------- |
| Koweït SC       | Koweït        | 1er                  | Al Kuwait SC Stadium             | 18 500   |
| Al Arabi SC     | Koweït        | 2e                   | Sabah Al Salem Stadium           | 28 000   |
| Qadsia SC       | Hawalli       | 3e                   | Mohammed Al-Hamad Stadium        | 22 000   |
| Al-Salmiya SC   | Salmiya       | 4e                   | Thamir Stadium                   | 16 105   |
| Al Fehayheel SC | Koweït        | 5e                   | Fehayheel Stadium                | 3 000    |
| Al Tadamon SC   | Al Farwaniyah | 6e                   | Farwaniyah Stadium               | 14 000   |
| Kazma SC        | Koweït        | 7e                   | Al-Sadaqua Walsalam Stadium      | 21 500   |
| Al Nasr SC      | Koweït        | 8e                   | Ali Al-Salem Stadium             | 10 000   |
| Al-Shabab SC    | Al Ahmadi     | 1er                  | Al-Ahmadi Stadium                | 18 000   |
| Al Jahra SC     | Al Jahra      | 2e                   | Al Shabab Mubarak Alaiar Stadium | 17 000   |

Légende des couleurs
- Phase de groupe de la Challenge League 2025-2026
- Tour préliminaire de la Challenge League 2025-2026
- Phase de groupe de la Coupe du Golfe des clubs champions 2025-2026
- Promu de la Kuwaiti Division One 2023-2024

| \| Koweït SC0 Al Arabi SC Qadsia SC Al-Salmiya SC Al Fehayheel SC Al Nasr SC Kazma SC Al Tadamon SC Al-Shabab SC Al Jahra SC \| Localisation des clubs engagés dans le championnat. |
| Koweït SC0 Al Arabi SC Qadsia SC Al-Salmiya SC Al Fehayheel SC Al Nasr SC Kazma SC Al Tadamon SC Al-Shabab SC Al Jahra SC                                                           |

## Compétition

### Première Phase
| Rang | Équipe          | Pts             | J               | G               | N               | P               | Bp              | Bc              | Diff            |
| ---- | --------------- | --------------- | --------------- | --------------- | --------------- | --------------- | --------------- | --------------- | --------------- |
| 1    | Koweït SC T     | 0               | 0               | 0               | 0               | 0               | 0               | 0               | 0               |
| 2    | Al Arabi SC     | 0               | 0               | 0               | 0               | 0               | 0               | 0               | 0               |
| 3    | Qadsia SC       | 0               | 0               | 0               | 0               | 0               | 0               | 0               | 0               |
| 4    | Al-Salmiya SC   | 0               | 0               | 0               | 0               | 0               | 0               | 0               | 0               |
| 5    | Al Fehayheel SC | 0               | 0               | 0               | 0               | 0               | 0               | 0               | 0               |
| 6    | Al Tadamon SC   | 0               | 0               | 0               | 0               | 0               | 0               | 0               | 0               |
| 7    | Kazma SC        | 0               | 0               | 0               | 0               | 0               | 0               | 0               | 0               |
| 8    | Al Nasr SC      | 0               | 0               | 0               | 0               | 0               | 0               | 0               | 0               |
| 9    | Al-Shabab SC P  | 0               | 0               | 0               | 0               | 0               | 0               | 0               | 0               |
| 10   | Al Jahra SC P   | Forfait général | Forfait général | Forfait général | Forfait général | Forfait général | Forfait général | Forfait général | Forfait général |

| Légende : Qualifications et relégations | Légende : Qualifications et relégations                |
| --------------------------------------- | ------------------------------------------------------ |
|                                         | Qualification pour la phase finale                     |
|                                         | Qualification pour la phase de relégation              |
|                                         | T : Tenant du titre P : Promus de Kuwaiti Division One |

### Deuxième phase
| Rang | Équipe | Pts | J | G | N | P | Bp | Bc | Diff |
| ---- | ------ | --- | - | - | - | - | -- | -- | ---- |
| 1    |        | 0   | 0 | 0 | 0 | 0 | 0  | 0  | 0    |
| 2    |        | 0   | 0 | 0 | 0 | 0 | 0  | 0  | 0    |
| 3    |        | 0   | 0 | 0 | 0 | 0 | 0  | 0  | 0    |
| 4    |        | 0   | 0 | 0 | 0 | 0 | 0  | 0  | 0    |
| 5    |        | 0   | 0 | 0 | 0 | 0 | 0  | 0  | 0    |
| 6    |        | 0   | 0 | 0 | 0 | 0 | 0  | 0  | 0    |

| Légende : Qualifications et relégations | Légende : Qualifications et relégations                 |
| --------------------------------------- | ------------------------------------------------------- |
|                                         | Tour préliminaire de la Ligue des champions 2 2026-2027 |
|                                         | Phase de groupe de la Challenge League 2026-2027        |
|                                         | Phase de groupe de la Coupe du Golfe 2026-2027          |
|                                         | T : Tenant du titre P : Promus de Kuwaiti Division One  |

| Rang | Équipe        | Pts             | J               | G               | N               | P               | Bp              | Bc              | Diff            |
| ---- | ------------- | --------------- | --------------- | --------------- | --------------- | --------------- | --------------- | --------------- | --------------- |
| 7    |               | 0               | 0               | 0               | 0               | 0               | 0               | 0               | 0               |
| 8    |               | 0               | 0               | 0               | 0               | 0               | 0               | 0               | 0               |
| 9    |               | 0               | 0               | 0               | 0               | 0               | 0               | 0               | 0               |
| 10   | Al Jahra SC P | Forfait général | Forfait général | Forfait général | Forfait général | Forfait général | Forfait général | Forfait général | Forfait général |

| Légende : Qualifications et relégations | Légende : Qualifications et relégations |
| --------------------------------------- | --------------------------------------- |
|                                         | Relégation en Kuwaiti Division One      |
|                                         | P : Promus de Kuwaiti Division One      |

## Bilan de la saison
| Championnat du Koweït de football 2025-2026 |             |
| Champion                                    |             |
| Qualifications continentales                |             |
| Challenge League                            |             |
| Coupe du Golfe des clubs champions          |             |
| Promotions et relégations                   |             |
| Promus en Kuwaiti Premier League            |             |
| Relégués en Kuwaiti Division One            | Al Jahra SC |